# Mũi Điện
Mũi Điện (còn được gọi là Mũi Đại Lãnh) là một mũi đất nhô ra biển từ một nhánh của dãy Trường Sơn, hướng thẳng ra bãi Môn, thuộc địa phận xã Hòa Tâm, thị xã Đông Hòa, tỉnh Phú Yên, Việt Nam.

## Địa lý
Mũi Đại Lãnh thuộc xã Hòa Tâm, thị xã Đông Hòa, tỉnh Phú Yên.
Mũi Đại Lãnh cách thành phố Tuy Hòa 35 km về phía Đông Nam. Mũi Đại Lãnh do một tướng người Pháp tên Varella phát hiện nên có tên gọi trước đây là Cap Varella trên các bản đồ cũ. Đây là điểm địa thu hút khách du lịch nổi tiếng ở Việt Nam và được Bộ Văn hóa, Thể thao và Du lịch công nhận là Di tích Danh thắng cấp Quốc gia vào năm 2008. Trải qua nhiều tranh cãi, mũi Đại Lãnh dần được xem là điểm xa thứ hai về phía Đông, sau mũi Đôi ở Vạn Ninh, Khánh Hòa và là một trong những nơi đón bình minh đầu tiên trên đất liền của lãnh thổ Việt Nam.

## Hải đăng
Ngày 25 tháng 8 năm 1883, Hòa ước Harmand được ký kết, trong đó điều 8 cho phép thực dân Pháp xây dựng ngọn hải đăng tại mũi Varella. Từ đó hải đăng được chính thức xây dựng vào năm 1890 bởi những kiến trúc sư người Pháp. Sau khi hoàn tất, nó được đưa vào hoạt động trong vòng 55 năm đến khi Thế chiến thứ 2 nổ ra thì bị tạm dừng vận hành. Vào năm 1961, ngọn hải đăng này được Chính quyền Việt Nam Cộng hòa khôi phục nhưng sau đó lại bị hủy bỏ hoàn toàn, đến năm 1995 mới được phục dựng và giữ nguyên hình dạng đến hiện tại.
Hiện ngọn hải đăng mũi Đại Lãnh gồm khối nhà cao 5 m với diện tích 320 mét vuông, dưới nền nhà có bể ngầm chứa nước mưa và trần nhà đặt hệ thống pin mặt trời. Tháp đèn hải đăng là một khối hình trụ thon đều, màu xám, cao 26,5 m so với nền nhà, 110 m so mực nước biển và có thể phát tín hiệu ánh sáng đi xa đến 27 hải lý (xấp xỉ 40 km), giữ nhiệm vụ quan trọng trong việc điều hướng tàu bè trên biển. Đây là ngọn hải đăng xa nhất về phía Đông trên đất liền của Việt Nam.

## Trong văn hóa

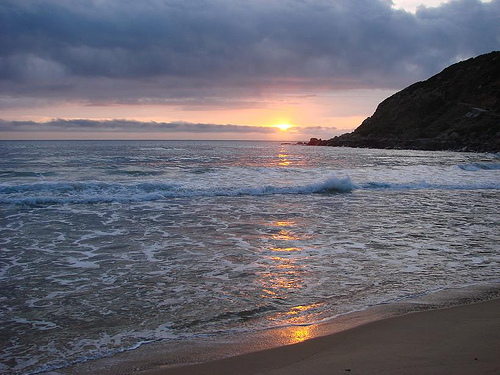
Góc nhìn mũi Đại Lãnh từ bãi Môn

Có sự tích kể lại rằng sự hình thành mũi Đại Lãnh là do một con chim thần khổng lồ từ phương Bắc lao xuống khu vực này và hóa thành mũi núi nhô ra biển.
Năm 1836, hình tượng mũi biển Đại Lãnh được vua Minh Mạng cho thể hiện trên một trong chín chiếc Cửu Đỉnh đặt ở Thế Tổ Miếu bên trong Hoàng thành Huế.

## Sinh thái
Năm 2013, một loài thằn lằn mới có tên gọi là thằn lằn chân ngón kingsadai (danh pháp hai phần: Cyrtodactylus kingsadai) được phát hiện tại khu vực mũi Đại Lãnh và được công nhận là loài mới trên tạp chí Zootaxa số 3686 phát hành tháng 7 cùng năm. Đây là loài ăn đêm và thường nằm sâu trong các hốc đá quanh đèo Cả và mũi Đãi Lãnh. Thằn lằn chân ngón kingsadai cũng là loài đặc hữu của Việt Nam.